# سیرینگول
سیرینگول (به انگلیسی: Syringol) با فرمول شیمیایی C۸H۱۰O۳ یک ترکیب شیمیایی با شناسه پاب‌کم ۷۰۴۱ است. که جرم مولی آن ۱۵۴٫۱۶ g/mol می‌باشد. شکل ظاهری این ترکیب، جامد قهوه‌ای و خاکستری روشن است.